# Leptodactylodon axillaris
Leptodactylodon axillaris – gatunek płaza bezogonowego z rodziny artroleptowatych (Arthroleptidae). Endemit Kamerunu, krytycznie zagrożony wyginięciem.

## Występowanie
Gatunek ten jest endemitem o bardzo ograniczonym zasięgu występowania (szacowanym na 74 km²), który obejmuje tylko góry Bambouto w obrębie Bamenda Highlands w zachodnim Kamerunie.
Gatunek występuje w przedziale wysokości 2300–2700 m n.p.m., najliczniej jednak powyżej 2400–2450 m n.p.m. Zasiedla lasy bambusowe i górskie tereny trawiaste, gdzie znajduje sobie kryjówki pod kamieniami. Zamieszkuje obszary mniej nawodnione niż jego najbliżsi krewni – inni przedstawiciele rodzaju Leptodactylodon.

## Rozmnażanie
Rozród prawdopodobnie odbywa się w niewielkich strumieniach na terenach skalistych.

## Status
W Czerwonej księdze gatunków zagrożonych IUCN płaz ten od 2013 roku klasyfikowany jest jako gatunek krytycznie zagrożony (CR, ang. Critically Endangered); wcześniej, od 2004 roku uznawano go za gatunek zagrożony (EN, ang. Endangered).
Trend liczebności populacji nie jest znany.
Do głównych zagrożeń dla gatunku należą: utrata i degradacja środowiska naturalnego spowodowane przez ekspansję osadnictwa i rolnictwa, nadmierny wypas zwierząt roślinożernych, wypalanie traw, stosowanie herbicydów i pestycydów; zagrażają mu też zmiany klimatu.